# 니시와즈카촌
니시와즈카촌(일본어: 西和束村)은 일본 교토부 소라쿠군에 설치되었던 촌이다.